# فلورين نياغا
فلورين نياغا (بالرومانية: Florin Neaga)‏ هو لاعب كرة قدم روماني في مركز الهجوم، ولد في 12 أبريل 1988 في أوراديا في رومانيا. لعب مع نادي بترولول بلويشتي.

## وصلات خارجية
- فلورين نياغا على موقع قاعدة بيانات كرة القدم.إي يو (الإنجليزية)
- فلورين نياغا على موقع Soccerway.com (الإنجليزية)